# Bear Lake, Pennsylvania
Bear Lake är en kommun (borough) i Warren County i Pennsylvania. Vid 2020 års folkräkning hade Bear Lake 230 invånare.